# 秋田ステーションビル
秋田ステーションビル株式会社（あきたステーションビル）は、秋田県秋田市に本社を置く東日本旅客鉄道（JR東日本）の連結子会社。秋田支社管内の施設を管理・運営する。

## 概要
大きく分けて、ショッピング部門とホテル部門の2部門からなり、ショッピング施設2店舗と、JR東日本ホテルズのシティホテルであるメトロポリタンホテルズと滞在型B&B（bed & breakfast）スタイルのホテルであるホテルフォルクローロ、および新ブランドの和のゐを運営する。

### ショッピング部門
- トピコ
- アルス

### ホテル部門
- ホテルメトロポリタン秋田
- ホテルフォルクローロ角館
- 和のゐ 角館
JR東日本が仙北市角館町の市所有の観光施設「あきた角館　西宮家」敷地内のある2つの蔵の借り受け、さらに飲食店から江戸時代末期の蔵を取得して運営する古民家ホテル。3施設合わせて最大16人が宿泊できる[3][4]。

## 沿革
- 1960年（昭和35年）11月26日 - 『秋田ステーションデパート株式会社』設立。
- 1961年（昭和36年）9月2日 - 「秋田ステーションデパート」営業開始[5]。
- 1982年（昭和57年）9月4日 - 『秋田ターミナルビル株式会社』設立。
- 1986年（昭和61年）7月4日 - 「秋田ターミナルホテル」「アルス」営業開始[6]。
- 1996年（平成8年）3月1日 - 「秋田ターミナルホテル」から「ホテルメトロポリタン秋田」へ名称変更。
- 1997年（平成9年）3月16日 - 「秋田ステーションデパート」全面リニューアル、「トピコ」へ名称変更。
- 2000年（平成12年）9月30日 - 「アルス」が「おしゃれかんアルス」として全館リニューアル
- 2004年（平成16年）4月1日 - 「秋田ステーションデパート株式会社」が「秋田ターミナルビル株式会社」を吸収合併。ステーションデパート側が 『秋田ステーションビル株式会社』へ名称変更。
- 2015年（平成27年）7月1日 - JR東日本グループ事業の再編に伴い、ジェイアールアトリスから事業の一部を承継。
- 2020年（令和2年）3月18日 - 古民家ホテル「和のゐ」が営業開始。
- 2021年（令和3年）5月31日 - ホテルメトロポリタン秋田別館「ノースウイング」が開業[7]。